# Мікітамяе
Мікітамяе (ест. Mikitamäe; місцева вимова Мікітямяе та Мікідямяе, також використовуються назви Мікута, Мяе та російська Нікітіна Гора) — село в Естонії, адміністративний центр однойменної волості, повіту Пилвамаа.